# Artix (Pyrénées-Atlantiques)
Artix település Franciaországban, Pyrénées-Atlantiques megyében. Lakosainak száma 3446 fő (2022. január 1.). Artix Bésingrand, Labastide-Cézéracq, Labastide-Monréjeau, Os-Marsillon, Pardies, Serres-Sainte-Marie és Lacq községekkel határos.

## Népesség
A település népességének változása:
| Lakosok száma | 3471 | 3554 | 3458 | 3466 | 3428 | 3435 | 3428 | 3434 | 3440 | 3446 |
|               | 2010 | 2013 | 2015 | 2016 | 2017 | 2018 | 2019 | 2020 | 2021 | 2022 |